# Chelonus naethrus
Chelonus naethrus är en stekelart som beskrevs av T.C. Narendran och Sumodan 1992. Chelonus naethrus ingår i släktet Chelonus och familjen bracksteklar. Inga underarter finns listade i Catalogue of Life.